# Fuerte de San Juan del Bayou
El fuerte de San Juan del Bayou o el Fuerte Español (en inglés: Spanish Fort o bien Fort Saint-John; en francés: fort Saint-Jean) es un lugar histórico en Nueva Orleans, Luisiana, al sur de los Estados Unidos, que antes fue el sitio donde estaba una fortaleza y más tarde un parque de diversiones.
En época de la Luisiana francesa la fortaleza protegía la entrada del lago Pontchartrain de Bayou St. John. El primer fortín aquí fue erigido por los franceses en 1701, antes de la fundación de la ciudad de Nueva Orleans, para proteger una ruta comercial importante a lo largo de Bayou St. John. 
Durante el periodo de Luisiana española se construyó una fortaleza de ladrillo más grande en el mismo sitio de la antigua fortificación francesa, lo que se conoce como San Juan del Bayou. 
En 1803 Luisiana pasó a Francia una vez más y luego a manos de los Estados Unidos. La fortaleza fue abandonada en 1823.